# 한국의 로마 가톨릭 성인
한국의 로마 가톨릭 성인은 모두 103명이며 조선 정부의 박해로 순교한 가톨릭 신자들이다. 이들 중 79위는 1839년 기해박해와 1846년 병오박해의 순교자로 1925년 7월 5일에 로마에서 교황 비오 11세에 의해 시복되었고, 나머지 24위는 1866년 병인박해의 순교자로 1968년 10월 6일에 로마 교황청에서 교황 바오로 6세에 의해 시복되었다. 이들 103위 복자 모두는 1984년 5월 6일 한국 천주교 200주년을 맞아 대한민국을 방문한 교황 요한 바오로 2세에 의해 성인 품에 올랐다. 이들의 시성 과정에는 시성의 필수 조건인 기적 심사가 모두 면제되었으며, 시성식은 수 세기 만에 처음으로 로마의 성 베드로 대성당이 아닌 다른 곳(여의도공원)에서 이뤄졌다. 103위 한국 순교 성인 대축일은 9월 20일이다.

## 성인 목록

### 103위 한국 순교 성인
- 성녀 고순이 바르바라 (기해박해)
- 성 권득인 베드로 (기해박해)
- 성녀 권진이 아가타 (1840년)
- 성녀 권희 바르바라 (기해박해)
- 성녀 김 테레사 (1840년)
- 성녀 김 루치아 (기해박해)
- 성녀 김 바르바라 (기해박해)
- 성녀 김 로사 로사 (기해박해)
- 성녀 김 루치아 루치아 (기해박해)
- 성 김대건 안드레아 (병오박해, 첫 한국인 천주교 사제)
- 성 김성우 안토니오 (1841년)
- 성녀 김성임 마르타 (기해박해)
- 성녀 김아기 아가타 (기해박해)
- 성녀 김업이 막달레나 (기해박해)
- 성녀 김유리대 율리에타 (기해박해)
- 성녀 김임이 데레사 (병오박해)
- 성녀 김장금 안나 (기해박해)
- 성 김제준 이냐시오 (기해박해)
- 성녀 김효임 골룸바 (기해박해)
- 성녀 김효주 아녜스 (기해박해)
- 성 남경문 베드로 (병오박해)
- 성 남명혁 다미아노 (기해박해)
- 성 남이관 세바스티아노 (기해박해)
- 성 남종삼 요한 (병인박해)
- 성 다블뤼 안토니오 (병인박해, 선교사, 로마 가톨릭 주교)
- 성 도리 베드로 (병인박해)
- 성 모방 베드로 (기해박해)
- 성 민극가 스테파노 (1840년)
- 성녀 박봉손 막달레나 (기해박해)
- 성녀 박아기 안나 (기해박해)
- 성 박종원 아우구스티노 (1840년)
- 성녀 박큰아기 마리아 (기해박해)
- 성 박후재 요한 (기해박해)
- 성녀 박희순 루치아 (기해박해, 궁녀)
- 성 베르뇌 시메온 (병인박해, 로마 가톨릭 주교)
- 성 볼리외 베르나르도 (병인박해)
- 성 브르트니에르 유스토 (병인박해)
- 성 샤스탕 야고보 (기해박해)
- 성 손선지 베드로 (병인박해)
- 성녀 손소벽 막달레나 (1840년)
- 성 손자선 토마스 (병인박해)
- 성 앵베르 라우렌시오 (기해박해, 로마 가톨릭 주교)
- 성 오메트르 베드로 (병인박해)
- 성 우세영 알렉시오 (병인박해)
- 성녀 우술임 수산나 (병오박해)
- 성녀 원귀임 마리아 (기해박해)
- 성 위앵 마르티노 루카 (병인박해)
- 성녀 유소사 체칠리아 (기해박해)
- 성 유대철 베드로 (기해박해, 최연소 순교자)
- 성 유정률 베드로 (병인박해)
- 성 유진길 아우구스티노 (기해박해)
- 성녀 이 가타리나 (기해박해)
- 성녀 이 바르바라 (기해박해)
- 성녀 이 아가타 (1840년)
- 성녀 이간난 아가타 (병오박해)
- 성녀 이경이 아가타 (1840년)
- 성 이광렬 요한 (기해박해)
- 성 이광헌 아우구스티노 (기해박해)
- 성녀 이매임 데레사 (기해박해)
- 성 이명서 베드로 (병인박해)
- 성 이문우 요한 (1840년)
- 성녀 이소사 아가타 (기해박해)
- 성녀 이연희 마리아 (기해박해)
- 성녀 이영덕 막달레나 (기해박해)
- 성녀 이영희 막달레나 (기해박해)
- 성 이윤일 요한 (병인박해)
- 성녀 이인덕 마리아 (1840년)
- 성녀 이정희 바르바라 (기해박해)
- 성 이호영 베드로 (기해박해)
- 성 임치백 요셉 (병오박해)
- 성 장성집 요셉 (기해박해)
- 성 장주기 요셉 (병인박해)
- 성녀 전경협 아가타 (기해박해)
- 성 전장운 요한 (병인박해)
- 성 정국보 프로타시오 (기해박해)
- 성 정문호 바르톨로메오 (병인박해)
- 성 정원지 베드로 (병인박해)
- 성 정의배 마르코 (병인박해)
- 성녀 정정혜 엘리사벳 (기해박해)
- 성녀 정철염 가타리나 (병오박해)
- 성 정하상 바오로 (기해박해)
- 성 정화경 안드레아 (1840년)
- 성녀 조 막달레나 (기해박해)
- 성 조신철 가롤로 (기해박해)
- 성 조윤호 요셉 (병인박해)
- 성녀 조증이 바르바라 (기해박해)
- 성 조화서 베드로 (병인박해)
- 성 최경환 프란치스코 (기해박해, 최양업 사제의 부친)
- 성녀 최영이 바르바라 (1840년)
- 성 최창흡 베드로 (기해박해)
- 성 최형 베드로 (병인박해)
- 성녀 한아기 바르바라 (기해박해)
- 성녀 한영이 막달레나 (기해박해)
- 성 한이형 라우렌시오 (병오박해)
- 성 한재권 요셉 (병인박해)
- 성녀 허계임 막달레나 (기해박해)
- 성 허협 바오로 (1840년)
- 성녀 현경련 베네딕타 (기해박해)
- 성 현석문 가롤로 (병오박해)
- 성녀 홍금주 페르페투아 (기해박해)
- 성 홍병주 베드로 (1840년)
- 성 홍영주 바오로 (1840년)
- 성 황석두 루카 (병인박해)

## 한국의 시복시성 운동
- 2014년 8월 16일에 "조선왕조 치하의 순교자와 증거자" 제1차 시복식(윤지충 바오로를 포함한 순교 복자 124위)을 거행했으며,[2] 시성을 추진하고 있다.[3] 그리고 2015년부터 5월 29일을 복자 윤지충 바오로와 123위 동료 순교자들 기념일로 지내고 있다.
- 2015년 기준으로, 최양업 신부의 시복 시성을 추진하고 있다.[4]
- 2015년 기준으로, "조선왕조 치하의 순교자와 증거자" 제2차 시복 시성 (이벽 요한 세례자를 포함한 순교자 133위) 을 추진하고 있다.[5]
- 2015년 기준으로, "근현대 신앙의 증인" 시복 시성 (홍용호 프란치스코 보르지아 주교를 포함한 순교자 81위) 을 추진하고 있다.[6]
- 2015년 기준으로, 성 베네딕도회 왜관 수도원에서 "덕원의 순교자" 시복 시성(신상원 보니파시오와 김치호 베네딕도를 포함한 순교자 38위)을 추진하고 있다.[7]